# Економічне прогнозування
Методи прогнозування в економіці — це сукупність наукових методик, які використовуються фахівцями для розробки оптимальних алгоритмів подальшого розвитку різноманітних сфер економіки кожної конкретної держави, або світової економіки в цілому.

## Класифікація прогнозів
Прогнози можна класифікувати як суб'єктивні та основані на моделях. Суб'єктивні прогнози не слідують строгим правилам і спираються на неформальні міркування експерта.
Основані на моделях прогнози випливають з правил або моделей, в яких формалізовано взаємовідносини між змінними.
Разом з тим моделі поділяють на каузальні та не каузальні. Перші використовують взаємозалежність між змінними і намагаються пояснити їх поведінку. Другі— не дають пояснення механізму генерації змінних, а пропонують метод прогнозу за минулими значеннями. Прикладом таких моделей є модель «без змін».
Інший тип складніших не каузальних моделей є «моделі часових рядів», оскільки вони застосовуються при наявності значень змінних за значний період часу. Приклади таких методів — екстраполяція трендів та розклад на складові компоненти. Ще одним різновидом не каузальних моделей є одновимірна модель Бокса-Дженкінса, в якій поточне значення змінної є функцією від набору її попередніх значень.
Альтернативою математичним не каузальним методам прогнозування є «метод діаграм». Мета складення діаграм — ідентифікувати ситуації, які повторюються і на їх основі передбачити майбутні зміни, наприклад, цін акцій, використовуючи лише інформацію про минулі значення цін.
Перевага не каузальних моделей — у їх простоті. Недолік — такі моделі не вказують на причини зміни показників і базуються на припущенні збереження у майбутньому тенденцій минулого.
Наступним способом моделювання у економіці є економетричне моделювання. Відправною точкою у економетричному прогнозуванні є побудова економетричних моделей. Істотною відмінністю між економетричними і не каузальними моделями є те, що в основі перших лежить економічна теорія.
Планування необхідно для того, щоб на підприємстві не було хаосу. Звичайно, для його складання потрібні певні зусилля, але в майбутньому все окупиться. План допоможе впоратися з проблемами, які ведуть до збитковому станом. З його допомогою всі проблеми з продажами можливо усунути.

## Основні етапи створення моделей
Основні етапи побудови економетричних моделей та використання їх для прогнозування:

1. вибрати адекватну теорію, яка пояснює поведінку економічної системи та потрібні змінні. Змінні, значення яких визначаються в моделі є ендогенними, а значення яких визначаються за межами моделі — екзогенними.

2. відобразити теорію у вигляді системи рівнянь, яке пов'язує вибрані змінні.

3. знайти дані про значення змінних, дотримуючись наскільки це можливо, теоретичних концепцій.

4. використовуючи відповідні економетричні методи оцінити числові значення невідомих параметрів, які входять до рівняння.

5. Спрогнозувати значення екзогенних змінних. На основі рівнянь з оціненими параметрами і прогнозу екзогенних змінних зробити передбачення значень ендогенних змінних/
Варто відмітити, що методи прогнозування у бізнесі як правило, ґрунтуються на опитуваннях та екстраполяційних прийомах, в той час як економічне прогнозування ґрунтується на каузальних моделях.